# Wawota
Wawota est une ville du sud-est de la Saskatchewan au Canada.

## Démographie
| 2001 | 2006 | 2011 | 2016 |
| ---- | ---- | ---- | ---- |
| 538  | 522  | 560  | 543  |